# Elecciones parlamentarias de Somalilandia de 2021
Las elecciones parlamentarias se realizaron en Somalilandia el 31 de mayo de 2021.
Las elecciones han sido programadas y aplazadas en numerosas ocasiones después de las primeras elecciones parlamentarias del país, realizadas en 2005. Originalmente fijadas para marzo de 2019, fueron luego pospuestas para agosto de ese año, pero antes de esa fecha la Comisión Nacional Electoral decidió que no se realizarían hasta 2020.
El 12 de julio de 2020, un acuerdo entre los tres principales partidos políticos somalilandeses fijó la elección para diciembre de ese año. Tras semanas de negociaciones con la Comisión Nacional Electoral respecto a la factibilidad de realizarla en esa fecha, finalmente se pospuso su realización para mayo de 2021.

## Sistema electoral
Los 82 diputados en la Cámara de Representantes son elegidos en seis distritos electorales de varios miembros colindantes con las regiones de Somalilandia, utilizando las listas abiertas para una representación proporcional por un período de cinco años. Hay un límite constitucional de tres partidos políticos legales a nivel nacional. Los residentes de 15 años o más pueden votar. La elección fue la primera en la historia de Somalilandia en ser supervisada por una organización independiente en lugar del presidente.

## Resultados
Los resultados oficiales de la elección tardaron aproximadamente una semana en anunciarse. La Comisión Nacional Electoral publicó los resultados provisionales de cinco distritos electorales, Garadag, Hudun, Lughaya, Salahlay y Zeila, el 2 de junio. En esos distritos, Kulmiye recibió 24 escaños, Waddani recibió 15 y UCID recibió 10. La Comisión Nacional Electoral advirtió a los funcionarios del gobierno y a los partidos políticos contra la especulación sobre los resultados de las elecciones mientras el conteo aún estaba en curso.
El 6 de junio, la Comisión Nacional Electoral publicó los resultados finales, anunciando que Waddani había recibido 31 escaños, Kulmiye había recibido 30 escaños y UCID había recibido 21 escaños. En una declaración conjunta, Waddani y UCID anunciaron que formarían un gobierno de coalición.
|  | 37.22 % |

|  | 36.91 % |

|  | 25.86 % |

|  | 100 % |